# Stadtfeld (Wernigerode)

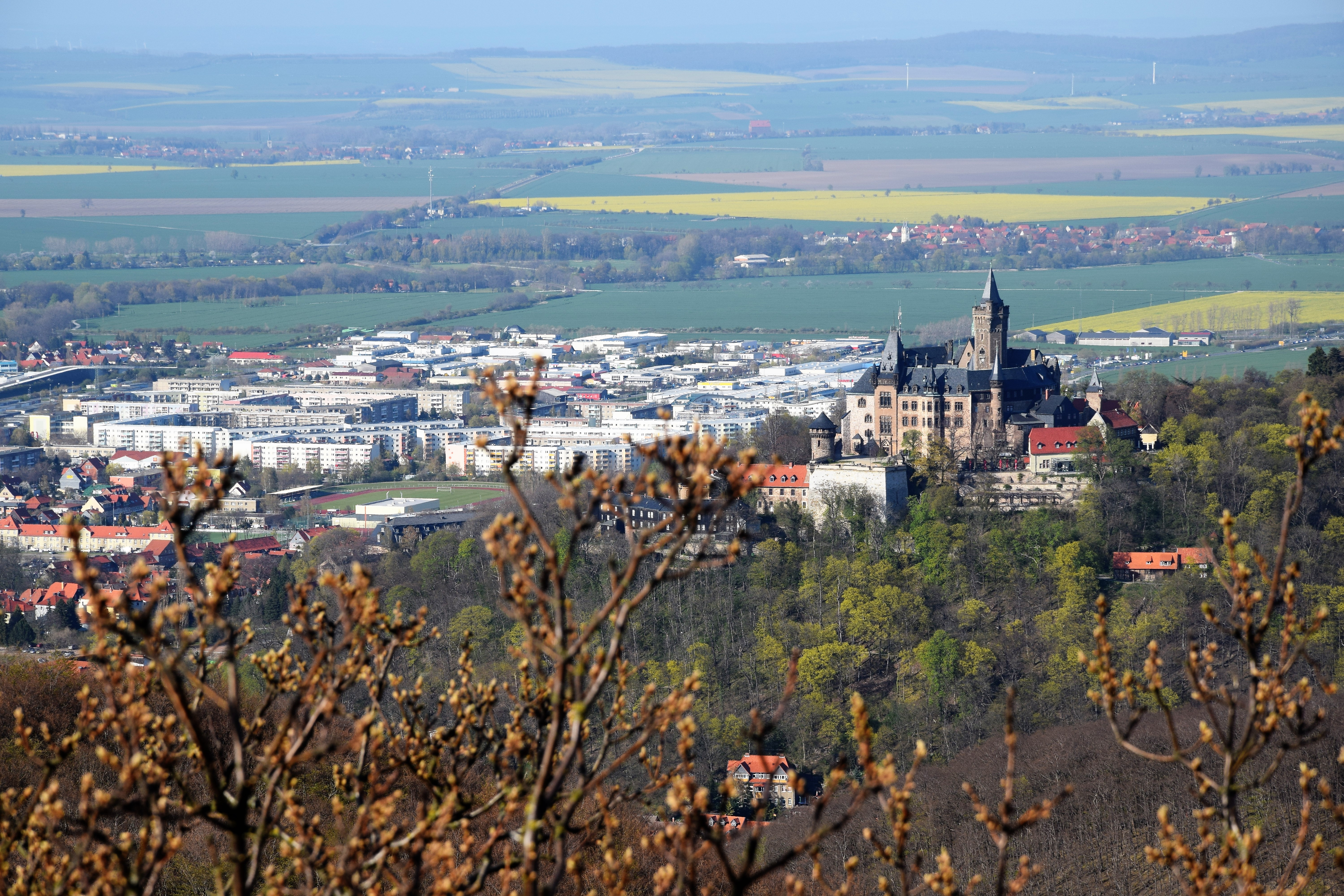
Wohngebiet Stadtfeld und Schloss

Das Stadtfeld ist eine von 1980 bis 1984 in Plattenbauweise errichtete Großwohnsiedlung und Wohngebiet der Stadt Wernigerode in Sachsen-Anhalt.

## Lage
Der Stadtteil liegt im Nordosten von Wernigerode zwischen der Halberstädter Chaussee (L82) und den Gleisen der Bahnstrecke Heudeber-Danstedt–Bad Harzburg.

## Infrastruktur
Das Wohngebiet ist mit 4000 Bewohnern die größte Plattenbausiedlung der Stadt Wernigerode und besteht aus Wohnhäusern des Typs IW 64 mit fünf Geschossen und WBS 70 mit fünf und sechs Geschossen. Es verfügt über ein Gymnasium und eine Grundschule, zwei Kindertagesstätten mit Kinderkrippe, einen Supermarkt, ein Seniorenzentrum und zwei Turnhallen mit Sportforum. Nach 1990 entstand in nordöstlicher Verlängerung des Wohngebietes das Gewerbegebiet Stadtfeld und der „Harz-Park“. Ein nur als Rohbau fertiggestellter Wohnblock an der Großen Dammstraße wurde nach vielen Jahren abgerissen.

## Sonstiges
Der Stadtteil war Gegenstand der Beteiligung Wernigerodes am Projekt Sozialraumanalysen zum Zusammenleben vor Ort in Gemeinden und Städten der Universität Bielefeld und der Bundesbauministerius. In diesem Zusammenhang wurde in den Jahren 2008 und 2009 eine Bürgerbefragung durchgeführt. Im Rahmen des Programms Soziale Stadt wurde im Jahr 2011 wieder eine Bürgerbefragung durchgeführt.